# Резолюции Совета Безопасности ООН 2001—2100
Это список резолюций Совета Безопасности ООН с 2001 по 2100, принятых в период с 28 июля 2011 года по 25 апреля 2013 года.
| Резолюция | Дата             | Голосование                                                               | Вопрос |
| --------- | ---------------- | ------------------------------------------------------------------------- | --- |
| 2001      | 28 июля 2011     | 15–0–0                                                                    | Продлевает мандат Миссии ООН по содействию Ираку                                                                                    |
| 2002      | 29 июля 2011     | 15–0–0                                                                    | Ужесточаются санкции против Эритреи и Сомали                                                                                        |
| 2003      | 29 июля 2011     | 15–0–0                                                                    | Продлевает мандат Совместной операции Африканского союза — ООН в Дарфуре                                                            |
| 2004      | 30 августа 2011  | 15–0–0                                                                    | Продлён мандат Временных сил ООН в Ливане                                                                                           |
| 2005      | 14 сентября 2011 | 15–0–0                                                                    | Продлевает мандат Объединённого представительства ООН по миростроительству в Сьерра-Леоне                                           |
| 2006      | 14 сентября 2011 | 15–0–0                                                                    | Позволяет временным судьям Международного трибунала по Руанде голосовать и баллотироваться в качестве кандидатов на пост президента |
| 2007      | 14 сентября 2011 | 15–0–0                                                                    | Продлевает срок полномочий судей Международного трибунала по бывшей Югославии                                                       |
| 2008      | 16 сентября 2011 | 15–0–0                                                                    | Ситуация в Либерии |
| 2009      | 16 сентября 2011 | 15–0–0                                                                    | Учреждения Миссии ООН по поддержке в Ливии                                                                                          |
| 2010      | 30 сентября 2011 | 15–0–0                                                                    | Ситуация в Сомали |
| 2011      | 12 октября 2011  | 15–0–0                                                                    | Продлевает полномочия Международных сил содействия безопасности в Афганистане                                                       |
| 2012      | 14 октября 2011  | 15–0–0                                                                    | Продлевает мандат Миссии ООН по стабилизации на Гаити                                                                               |
| 2013      | 14 октября 2011  | 15–0–0                                                                    | Разрешает судье Международного трибунала по Руанде работать неполный рабочий день                                                   |
| 2014      | 21 октября 2011  | 15–0–0                                                                    | Ситуация в Йемене |
| 2015      | 24 октября 2011  | 15–0–0                                                                    | Ситуация в Сомали |
| 2016      | 27 октября 2011  | 15–0–0                                                                    | Прекращение военной интервенции в Ливии                                                                                             |
| 2017      | 31 октября 2011  | 15–0–0                                                                    | Ситуация в Ливии |
| 2018      | 31 октября 2011  | 15–0–0                                                                    | Мир и безопасность в Африке |
| 2019      | 16 ноября 2011   | 15–0–0                                                                    | Ситуация в Боснии и Герцеговине |
| 2020      | 22 ноября 2011   | 15–0–0                                                                    | Ситуация в Сомали |
| 2021      | 29 ноября 2011   | 15–0–0                                                                    | Ситуация в отношении Демократической Республики Конго                                                                               |
| 2022      | 2 декабря 2011   | 15–0–0                                                                    | Продлён мандат Миссии ООН по поддержке в Ливии                                                                                      |
| 2023      | 5 Декабря 2011   | 13–0–2 (воздержались: Китай, Российская Федерация)                        | Мир и безопасность в Африке |
| 2024      | 14 декабря 2011  | 15–0–0                                                                    | Доклады Генерального секретаря по Судану                                                                                            |
| 2025      | 14 декабря 2011  | 15–0–0                                                                    | Ситуация в Либерии |
| 2026      | 14 декабря 2011  | 15–0–0                                                                    | Продлён мандат Вооружённых сил ООН по поддержанию мира на Кипре                                                                     |
| 2027      | 20 декабря 2011  | 15–0–0                                                                    | Ситуация в Бурунди |
| 2028      | 21 декабря 2011  | 15–0–0                                                                    | Ситуация на Ближнем Востоке |
| 2029      | 21 декабря 2011  | 15–0–0                                                                    | Разрешает судье Международного трибунала по Руанде работать неполный рабочий день                                                   |
| 2030      | 21 декабря 2011  | 15–0–0                                                                    | Ситуация в Гвинее-Бисау |
| 2031      | 21 декабря 2011  | 15–0–0                                                                    | Ситуация в Центральноафриканской Республике                                                                                         |
| 2032      | 22 декабря 2011  | 15–0–0                                                                    | Доклады Генерального секретаря по Судану                                                                                            |
| 2033      | 12 января 2012   | 15–0–0                                                                    | Мир и безопасность в Африке |
| 2034      | 19 января 2012   | Принята без голосования                                                   | Выборы и вакансия в Международном суде ООН                                                                                          |
| 2035      | 17 февраля 2012  | 15–0–0                                                                    | Доклады Генерального секретаря по Судану                                                                                            |
| 2036      | 22 февраля 2012  | 15–0–0                                                                    | Ситуация в Сомали |
| 2037      | 23 февраля 2012  | 15–0–0                                                                    | Ситуация в Восточном Тиморе |
| 2038      | 29 февраля 2012  | 15–0–0                                                                    | Международный трибунал по бывшей Югославии                                                                                          |
| 2039      | 29 февраля 2012  | 15–0–0                                                                    | Мир и безопасность в Африке |
| 2040      | 12 марта 2012    | 15–0–0                                                                    | Продлён мандат Миссии ООН по поддержке в Ливии                                                                                      |
| 2041      | 22 марта 2012    | 15–0–0                                                                    | Продлевает полномочия Миссии ООН по содействию Афганистану                                                                          |
| 2042      | 14 апреля 2012   | 15–0–0                                                                    | Резолюция о силах наблюдателей в Сирии                                                                                              |
| 2043      | 21 апреля 2012   | 15–0–0                                                                    | Учреждает Миссию ООН по наблюдению в Сирии                                                                                          |
| 2044      | 24 апреля 2012   | 15–0–0                                                                    | Продлевает мандат Миссии ООН по проведению референдума в Западной Сахаре                                                            |
| 2045      | 26 апреля 2012   | 15–0–0                                                                    | Модифицированное эмбарго на поставки оружия, запрет на торговлю алмазами с Кот-д'Ивуаром                                            |
| 2046      | 2 мая 2012       | 15–0–0                                                                    | Доклады Генерального секретаря по Судану                                                                                            |
| 2047      | 17 мая 2012      | 15–0–0                                                                    | Доклады Генерального секретаря по Судану                                                                                            |
| 2048      | 18 мая 2012      | 15–0–0                                                                    | Ситуация в Гвинее-Бисау |
| 2049      | 7 июня 2012      | 15–0–0                                                                    | Продлён мандат экспертной группы по наблюдению за санкциями против Ирана                                                            |
| 2050      | 12 июня 2012     | 15–0–0                                                                    | Продлён мандат экспертной группы по наблюдению за санкциями против КНДР                                                             |
| 2051      | 12 июня 2012     | 15–0–0                                                                    | Ситуация на Ближнем Востоке |
| 2052      | 27 июня 2012     | 15–0–0                                                                    | Ситуация на Ближнем Востоке |
| 2053      | 27 июня 2012     | 15–0–0                                                                    | Ситуация в отношении Демократической Республики Конго                                                                               |
| 2054      | 29 июня 2012     | 15–0–0                                                                    | Международный трибунал по Руанде |
| 2055      | 29 июня 2012     | 15–0–0                                                                    | Нераспространение оружия массового поражения                                                                                        |
| 2056      | 5 июля 2012      | 15–0–0                                                                    | Ситуация в Мали |
| 2057      | 5 июля 2012      | 15–0–0                                                                    | Доклады Генерального секретаря по Судану                                                                                            |
| 2058      | 19 июля 2012     | 13–0–2 (воздержались: Азербайджан, Пакистан)                              | Продлён мандат Вооружённых сил ООН по поддержанию мира на Кипре                                                                     |
| 2059      | 20 июля 2012     | 15–0–0                                                                    | Продлён мандат Миссии ООН по наблюдению в Сирии                                                                                     |
| 2060      | 25 июля 2012     | 15–0–0                                                                    | Ситуация в Сомали |
| 2061      | 25 июля 2012     | 15–0–0                                                                    | Продлевает мандат Миссии ООН по содействию Ираку                                                                                    |
| 2062      | 26 июля 2012     | 15–0–0                                                                    | Продлевает мандат Операции ООН в Кот-д'Ивуаре                                                                                       |
| 2063      | 31 июля 2012     | 14–0–1 (воздержался: Азербайджан)                                         | Продлевает мандат Совместной операции Африканского союза — ООН в Дарфуре                                                            |
| 2064      | 30 августа 2012  | 15–0–0                                                                    | Продлён мандат Временных сил ООН в Ливане                                                                                           |
| 2065      | 12 сентября 2012 | 15–0–0                                                                    | Продлевает мандат Объединённого представительства ООН по миростроительству в Сьерра-Леоне                                           |
| 2066      | 17 сентября 2012 | 15–0–0                                                                    | Ситуация в Либерии |
| 2067      | 18 сентября 2012 | 15–0–0                                                                    | Ситуация в Сомали |
| 2068      | 19 сентября 2012 | 11–0–4 (воздержались: Азербайджан, Китай, Пакистан, Российская Федерация) | Дети в вооружённом конфликте |
| 2069      | 9 октября 2012   | 15–0–0                                                                    | Продлевает полномочия Международных сил содействия безопасности в Афганистане                                                       |
| 2070      | 12 октября 2012  | 15–0–0                                                                    | Продлевает мандат Миссии ООН по стабилизации на Гаити                                                                               |
| 2071      | 12 октября 2012  | 15–0–0                                                                    | Туарегское восстание (2012—2013) |
| 2072      | 31 октября 2012  | 15–0–0                                                                    | Ситуация в Сомали |
| 2073      | 7 ноября 2012    | 15–0–0                                                                    | Ситуация в Сомали |
| 2074      | 14 ноября 2012   | 15–0–0                                                                    | Ситуация в Боснии и Герцеговине |
| 2075      | 16 ноября 2012   | 15–0–0                                                                    | Доклады Генерального секретаря по Судану                                                                                            |
| 2076      | 20 ноября 2012   | 15–0–0                                                                    | Ситуация в отношении Демократической Республики Конго                                                                               |
| 2077      | 21 ноября 2012   | 15–0–0                                                                    | Ситуация в Сомали |
| 2078      | 28 ноября 2012   | 15–0–0                                                                    | Ситуация в Демократической Республике Конго                                                                                         |
| 2079      | 12 декабря 2012  | 15–0–0                                                                    | Ситуация в Либерии |
| 2080      | 12 декабря 2012  | 15–0–0                                                                    | Разрешает судье Международного трибунала по Руанде работать неполный рабочий день                                                   |
| 2081      | 17 декабря 2012  | 14–0–1 (воздержалась: Российская Федерация)                               | Международный трибунал по бывшей Югославии                                                                                          |
| 2082      | 17 декабря 2012  | 15–0–0                                                                    | Угрозы международному миру и безопасности, вызванные террористическими актами                                                       |
| 2083      | 17 декабря 2012  | 15–0–0                                                                    | Угрозы международному миру и безопасности, вызванные террористическими актами                                                       |
| 2084      | 19 декабря 2012  | 15–0–0                                                                    | Ситуация на Ближнем Востоке |
| 2085      | 20 декабря 2012  | 15–0–0                                                                    | Ситуация в Мали, включая санкции против MOJWA                                                                                       |
| 2086      | 21 января 2013   | 15–0–0                                                                    | Миротворческие миссии ООН |
| 2087      | 22 января 2013   | 15–0–0                                                                    | Ситуация в КНДР |
| 2088      | 24 января 2013   | 15–0–0                                                                    | Ситуация в Центральноафриканской Республике                                                                                         |
| 2089      | 24 января 2013   | 14–0–1 (воздержался: Азербайджан)                                         | Ситуация на Кипре |
| 2090      | 13 февраля 2013  | 15–0–0                                                                    | Ситуация в Бурунди |
| 2091      | 14 февраля 2013  | 15–0–0                                                                    | Ситуация в Судане |
| 2092      | 22 февраля 2013  | 15–0–0                                                                    | Ситуация в Гвинее-Бисау |
| 2093      | 6 марта 2013     | 15–0–0                                                                    | Ослабляет эмбарго на поставки оружия в Сомали и продлевает мандат АМИСОМ еще на год                                                 |
| 2094      | 7 марта 2013     | 15–0–0                                                                    | Санкции по ограничению импорта предметов роскоши в КНДР                                                                             |
| 2095      | 14 марта 2013    | 15–0–0                                                                    | Ситуация в Ливии |
| 2096      | 19 марта 2013    | 15–0–0                                                                    | Ситуация в Афганистане |
| 2097      | 26 марта 2013    | 15–0–0                                                                    | Ситуация в Сьерра-Леоне |
| 2098      | 28 марта 2013    | 15–0–0                                                                    | Ситуация в Демократической Республике Конго                                                                                         |
| 2099      | 25 апреля 2013   | 15–0–0                                                                    | Ситуация в Западной Сахаре |
| 2100      | 25 апреля 2013   | 15–0–0                                                                    | Ситуация в Мали |